# James B. Reed
James Byron Reed (* 2. Januar 1881 bei Lonoke, Lonoke County, Arkansas; † 27. April 1935 in Little Rock, Arkansas) war ein US-amerikanischer Politiker. Zwischen 1923 und 1929 vertrat er den sechsten Wahlbezirk des Bundesstaates Arkansas im US-Repräsentantenhaus.

## Werdegang
Nach der Grundschule studierte James Reed an der University of Arkansas in Fayetteville Jura. Nach seiner im Jahr 1906 erfolgten Zulassung als Rechtsanwalt begann er in diesem Beruf zu praktizieren. Politisch schloss er sich der Demokratischen Partei an. Im Jahr 1907 wurde Reed in das Repräsentantenhaus von Arkansas gewählt. Zwischen 1912 und 1916 war er Staatsanwalt im 17. Gerichtsbezirk von Arkansas.
Nach dem Tod des Kongressabgeordneten Lewis E. Sawyer wurde Reed im sechsten Distrikt seines Staates zu dessen Nachfolger im US-Repräsentantenhaus gewählt. Nachdem er bei den regulären Kongresswahlen der Jahre 1924 und 1926 jeweils in seinem Amt bestätigt wurde, konnte er das Mandat zwischen dem 6. Oktober 1923 und dem 3. März 1929 im Kongress ausüben. Für die Wahlen des Jahres 1928 wurde Reed von seiner Partei nicht mehr nominiert. Danach zog er sich aus der Politik zurück.